# Glockenapfel

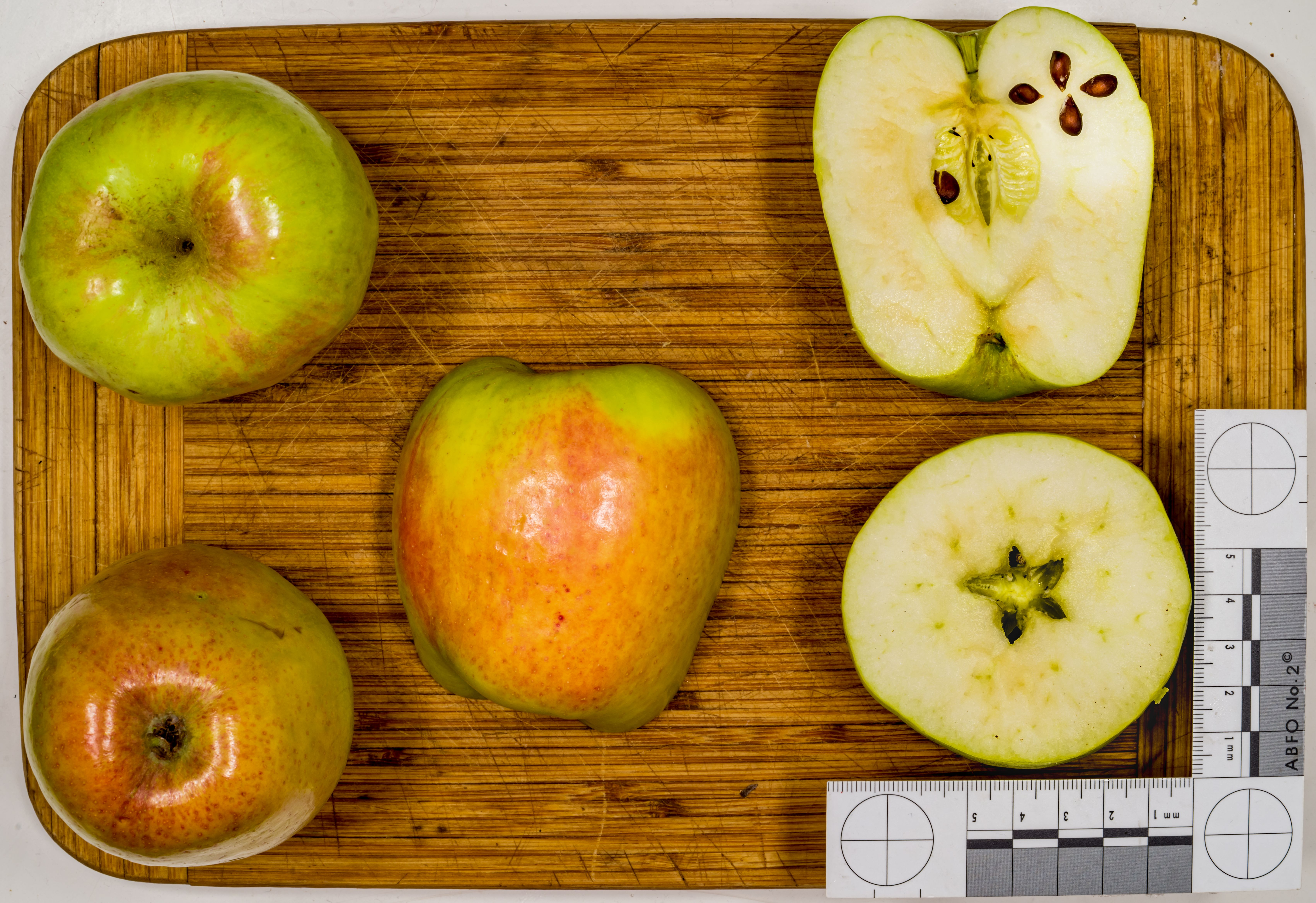
Ansicht der Frucht

Der Glockenapfel (auch „Weißer Winterglockenapfel“, „Altländer Glockenapfel“, „Schweizer Glockenapfel“, „Echter Glocken“) ist eine alte Apfelsorte mit guten Lagereigenschaften, die sich zum Frischverzehr wie auch zur Verarbeitung eignet.
Sie ist Mitte des 19. Jahrhunderts vermutlich in der Schweiz / in Süddeutschland oder im Alten Land (Niederelbe) oder vielleicht auch in Tschechien als Zufallssämling entstanden und heute über ganz Deutschland verbreitet ist. Die Sorte wurde 2024 Streuobstsorte des Jahres in Norddeutschland.
Der Glockenapfel war früher sehr verbreitet und wird heute noch gelegentlich als Erwerbsobstsorte angebaut.
Aus einer Kreuzung mit Red Delicious ging die 1969 eingeführte Sorte Gloster hervor. 

## Beschreibung
Die anfangs stark-, später mittelstarkwüchsigen Bäume wachsen typisch hängend und neigen zu Verkahlung. Der Glockenapfel ist (nur sehr schwach?) anfällig für Schorf und neigt gelegentlich zu Baumkrebs. Er bevorzugt feuchte, fruchtbare Böden. Gute Fruchtqualität hängt von Behang und mildem Klima ab. Junges Holz ist nach reichem Ertrag frostempfindlich.
Die diploide Sorte ist teilweise selbstfruchtbar und ein guter Befruchter.
Die Blüten erscheinen mittelfrüh.
Der Fruchtertrag alterniert (als Hochstamm).
Die kurz gestielten, (behangabhängig) großen Früchte sind im Oktober pflückreif und ab Dezember genussreif – womit sie zu den Winteräpfeln gehören –, und können im Kühllager sechs Monate (bis Juni) gelagert werden. Sie haben eine namensgebende hochgebaute Glockenform mit einer weiten, höckerig begrenzten Kelchgrube. Die etwas raue Schale hat eine grün-gelbe Grundfarbe, auf der sonnenseits dunkle Schalenpunkte und gelegentlich (ein Anflug) rötliche Deckfarbe liegt. Der Geschmack ist besonders aromatisch, etwas herb mit ausgeprägter, etwas scharfer Säure. Das fast weiße Fruchtfleisch ist wenig saftig, sehr fest und zerfällt auch beim Kochen kaum.
Die Sorte könnte mit dem Tulpenapfel sowie der Gelben Schafsnase verwechselt werden.

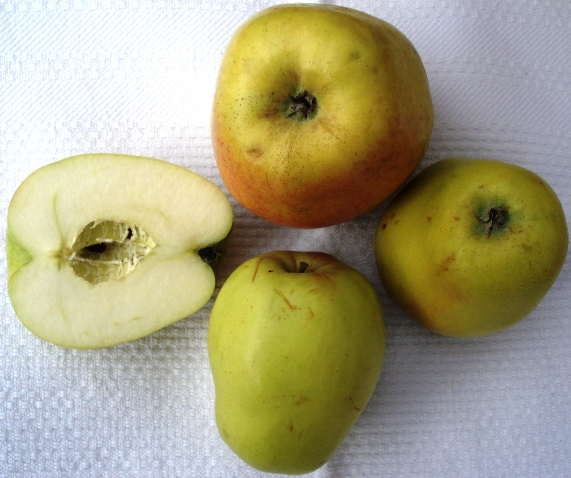
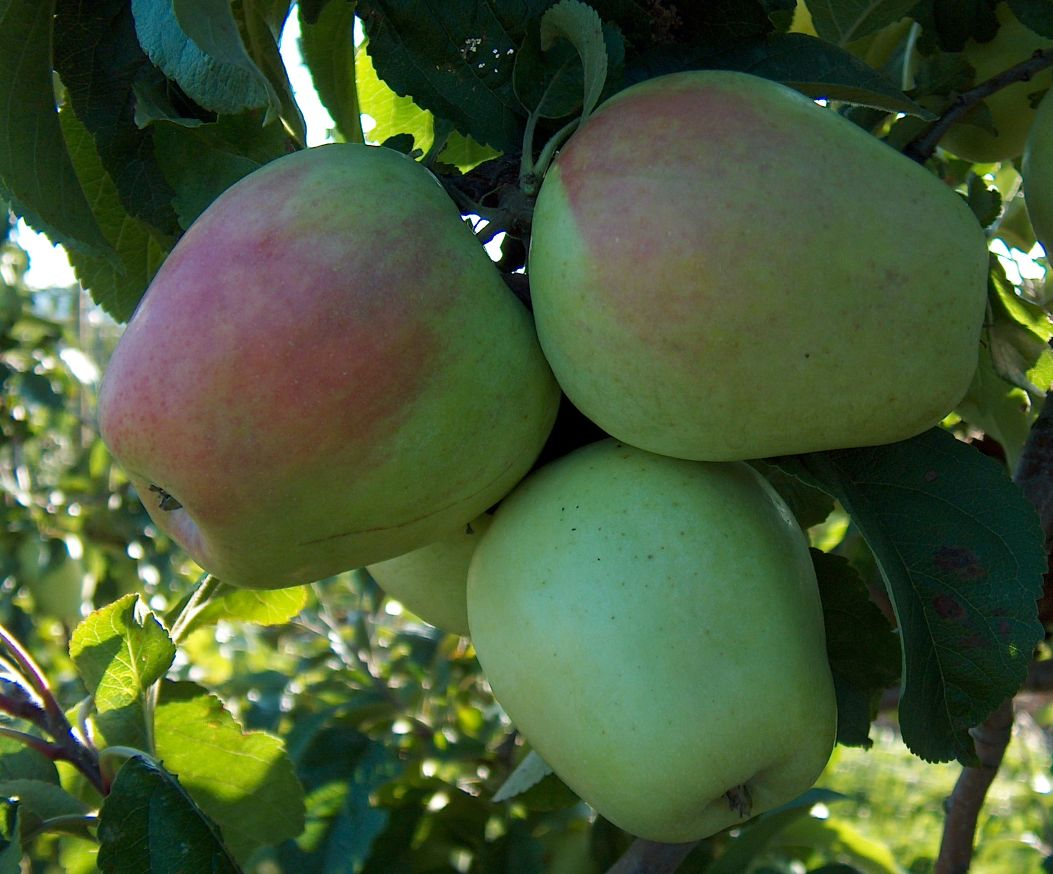
Kurz vor der Ernte
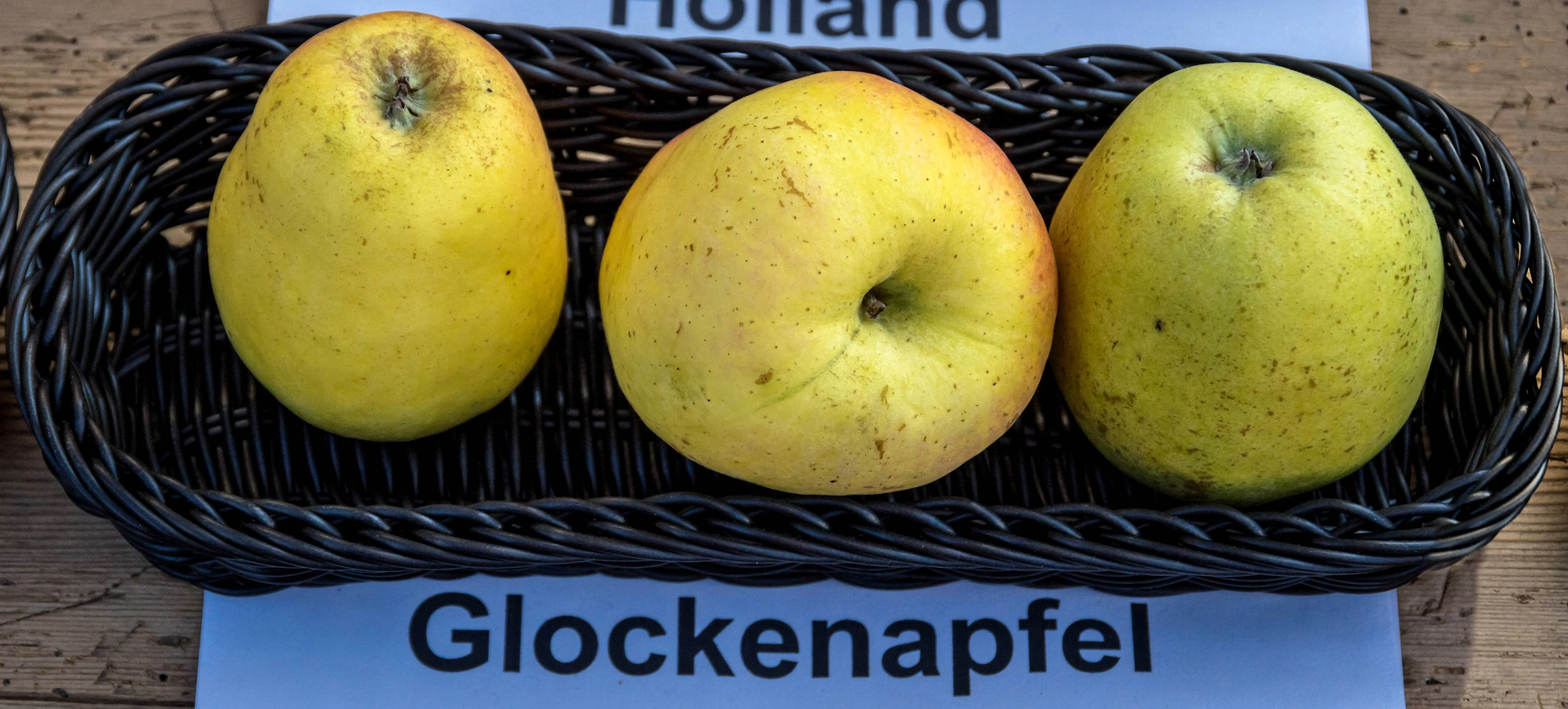

## Chemische Analysen
Glockenäpfel enthalten etwa 47,5 mg / 100 g Frischgewicht Polyphenole.